# Thomas-Morse MB-1
Thomas-Morse MB-1 – prototypowy amerykański samolot myśliwski zaprojektowany i zbudowany na zamówienie Aviation Section, U.S. Signal Corps (poprzednika dzisiejszego United States Air Force) w 1917. Był to pierwszy samolot myśliwski zbudowanych w Stanach Zjednoczonych i pierwszy myśliwiec zaprojektowany w zakładach Thomas-Morse Aircraft. Powstały dwa egzemplarze tego samolotu, z czego jeden był przeznaczony wyłącznie do testów statycznych. Jednopłatowiec MB-1 był bardzo zaawansowanym samolotem jak na ten okres, ale z powodu zbyt słabej konstrukcji kadłuba został uszkodzony w pierwszym locie i nie wszedł do produkcji seryjnej.

## Tło historyczne
W momencie wejście Stanów Zjednoczonych do I wojny światowej 6 kwietnia 1916 ówczesna Armia Amerykańska (Aviation Section, Signal Corps była częścią Armii, Siły Powietrzne Stanów Zjednoczonych jako osobny i niezależny rodzaj sił zbrojnych powstały dopiero po II wojnie światowej) nie miała na stanie żadnego samolotu myśliwskiego, w czasie wojny amerykańskie dywizjony wyposażone były w samoloty francuskie i brytyjskie. 1 maja 1916 dowództwo Armii wystosowało zamówienie na „samolot dostosowany do walki i pościgu za wrogimi samolotami”. Samolot miał być uzbrojony w dwa karabiny maszynowe, a napęd miał stanowić silnik o mocy 100-150 koni mechanicznych. Ówczesna amerykańska doktryna bojowa w użyciu lotnictwa była pod bardzo silnym francuskim wpływem na co wskazywał fakt, że wymagane osiągi samolotu były podane w systemie metrycznym, a nie w używanych do tej pory w Stanach Zjednoczonych jednostkach imperialnych. W odpowiedzi na zamówienie Armii powstało kilka projektów i prototypów wybudowanych w różnych firmach, ale do końca wojny nie udało się rozpocząć produkcji żadnego rodzimego amerykańskiego myśliwca. W późniejszym czasie zamówiono także szereg dwumiejscowych konstrukcji napędzanych silnikiem rzędowym Liberty L-12 o znacznie większej mocy, jedną z nich był Thomas-Morse MB-1 uważany za pierwszym myśliwiec zaprojektowany i zbudowany w Stanach Zjednoczonych.

## Historia
Thomas-Morse Aircraft otrzymał zamówienie na dwa samoloty 12 listopada 1917, z czego jeden egzemplarz miał być wykorzystywany tylko do testów statycznych.
Dostępne źródła różnią się szczegółami co do przebiegu dalszych wydarzeń, ale wszystkie zgadzają się, że główną przyczyną niepowodzenia programu był zbyt mało wytrzymały kadłub.
Po ukończeniu samolotu, został w styczniu 1918 zaholowany na zamarznięte Lake Cayuga, gdzie miały się odbyć pierwsze loty. Podwozie samolotu zostało uszkodzone już w czasie holowania i musiało być naprawione przed pierwszym lotem, a jeszcze zanim się on odbył, pod samolotem załamała się tylna płoza. Według niektórych źródeł samolot nie odbył żadnego lotu po tym jak został uszkodzony w czasie kołowania i prób na ziemi, według innych podwozie zostało uszkodzone w czasie startu do pierwszego lotu. Po naprawieniu podwozia samolot odbył jeszcze jeden lot. Obydwa zamówione samoloty zostały w późniejszym czasie dostarczone do bazy McCook Field, ale dalsze oblatywanie tego modelu zostało zakończone.

## Opis konstrukcji

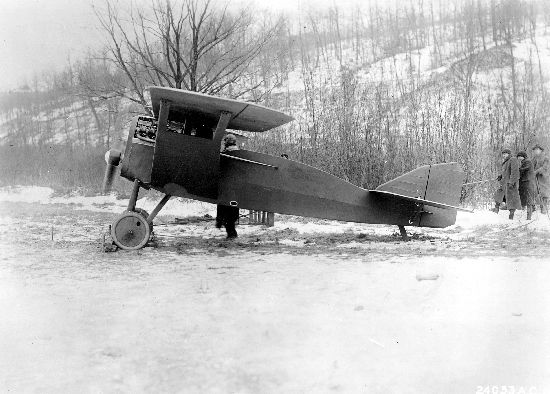
MB-1 przed lotem, tylna kabina strzelca/obserwatora jest zasłonięta i nie jest widoczna.

Thomas-Morse MB-1 był jednosilnikowym górnopłatem ze skrzydłem typu parasol (niemocowanym bezpośrednio do kadłuba). Skrzydło było podtrzymywane bardzo długimi zastrzałami okrytymi owiewkami szerokimi prawie na całe skrzydło, które miały zapewniać dodatkową siłę nośną. W owiewkach zastrzałów przylegających do kadłuba wycięte były półokrągłe otwory zapewniające pilotowi dodatkową widoczność w dół. Samolot miał podwozie klasyczne, niechowane z płozą ogonową.
Napęd samolotu stanowił silnik rzędowy typu Liberty L-12 o mocy 400 koni mechanicznych.
Załogę samolotu stanowiły dwie osoby: pilot i strzelec, uzbrojony był w cztery karabiny maszynowe (dwa typu Lewis i dwa Marlin). Według jednego źródła samolot uzbrojony był także w strzelający w dół karabin Winchester
Konstrukcja kadłuba i skrzydła była mieszana, ale wykonana głównie z drewna. Cała konstrukcja była niezwykle lekka, w celu zmniejszenia masy samolotu w wielu elementach konstrukcji wycinano otwory zmniejszające ich masę, otwory wywiercono nawet w drążku sterowym. Kadłub samolotu był bardzo krótki, prawie cały silnik mieścił się pod jego skrzydłem, chciano w taki sposób zapewnić mu dużą zwrotność.
Samolot mierzył około 6,7-6,8 m długości, rozpiętość skrzydeł wynosiła około 11,2 m, masa samolotu wynosiła około 1078 kg, prędkość maksymalna wynosiła około 240 km/h.